# Elmore James
Pour les articles homonymes, voir James.
Elmore Brooks, plus connu sous le pseudonyme d'Elmore James, né le 27 janvier 1918 à Richland, près de Jackson, Mississippi, mort le 24 mai 1963 à Chicago, est un guitariste et chanteur américain de blues.

## Biographie
Il commence à se produire vers l'âge de 14 ans. Après cinq années de prestations assez confidentielles dans le circuit classique (pour l'époque) des fêtes et pique-niques le jour, alternant avec les tripots et les bars mal famés la nuit, il entame une vraie carrière quand il rencontre les grands maîtres du Delta Blues ; entre autres : Robert Johnson et Sonny Boy Williamson II. Il les suit à partir de 1937. Robert Johnson meurt brutalement en août 1938, laissant Elmore désemparé.
Sonny Boy, peut-être parce qu'il est plus âgé, s'en remet mieux et arrive à l'entraîner sur les routes. Ils vont jusqu'à La Nouvelle-Orléans mais Elmore préfère rester dans sa région d'origine et tourne avec sa formation dans les petites villes du pays du coton.
Après deux ans dans l'US Navy et malgré une première alerte cardiaque, il reprend la route.
Sonny Boy le fait venir dans l'émission de radio qu'il anime à Helena, Arkansas puis le persuade de l'accompagner pour un enregistrement à Jackson.
À leur répertoire, figurent de nombreux morceaux de Robert Johnson. Sonny réussit à enregistrer Elmore en soliste, mais celui-ci, paniqué quand il le découvre, s'enfuit sans même graver la deuxième face du 78 tours. Le disque sort pourtant sur le label Trumpet, avec une face B quelconque, en août 1951 : Dust my Broom. La chanson écrite par Robert Johnson entre ainsi, 13 ans après la mort de son compositeur, dans le peloton de tête des disques de rhythm and blues. Le riff d'introduction à la guitare électrique de Dust my Broom a un timbre particulier de cloches et a la réputation de n'avoir jamais pu être imité depuis.
Elmore James peut partir retrouver Howlin' Wolf et Muddy Waters et inventer avec eux le Chicago blues.
Après quelques belles années dans les clubs de Chicago, et une nouvelle alerte cardiaque, les succès se font plus rares. Des problèmes avec le syndicat des musiciens le contraignent à retourner dans le Sud. Il n'en profite pas pour se refaire une santé et continue à tourner dans les petits clubs.
Sa carrière semble pourtant repartir quand il réenregistre, dans de meilleures conditions, à New York It Hurts Me Too.
Chicago, ses clubs, et ses musiciens l'accueillent de nouveau. Une nouvelle crise cardiaque lui est toutefois fatale quelques jours seulement après son retour.
Hound Dog Taylor est considéré musicalement comme un de ses héritiers.

## Succession
Son fils Elmore James Jr, né Earnest Johnson (fils de Elmore et de Nora Mae Johnson) le 21 août 1939, continue la tradition de son père.

## Discographie

### Singles
| Année | Titres (face A / face B),                             | Notes,                                                                  | Label                                         |
| ----- | ----------------------------------------------------- | ----------------------------------------------------------------------- | --------------------------------------------- |
| 1951  | Dust my broom / Catfish blues                         | Bob Thomas interprète la face B, sans Elmore James.                     | Trumpet 146 Jewel 764 (1966) Ace 508 (1955)   |
| 1952  | I believe / I held my baby last night                 |                                                                         | Meteor 5000                                   |
| 1953  | Baby, what's wrong / Sinful women                     |                                                                         | Meteor 5003                                   |
| 1953  | Early in the morning / Hawaiian boogie                |                                                                         | Flair 1011                                    |
| 1953  | Country boogie / She just won't do right              |                                                                         | Checker 777                                   |
| 1953  | Can't stop lovin / Make a little love                 |                                                                         | Flair 1014                                    |
| 1953  | Please find my baby / Strange kinda feeling           |                                                                         | Flair 1022                                    |
| 1954  | Hand in hand / Make my dreams come true               |                                                                         | Flair 1031                                    |
| 1954  | Sho' nuff I do / 1839 blues                           |                                                                         | Flair 1039                                    |
| 1954  | Dark and dreary / Rock my baby right                  |                                                                         | Flair 1048                                    |
| 1954  | Standing at the crossroads / Sunny land               |                                                                         | Flair 1057 Kent 433 (1964)                    |
| 1955  | Late hours at midnight / The way you treat me         |                                                                         | Flair 1062                                    |
| 1955  | Happy home / No love in my heart                      |                                                                         | Flair 1011                                    |
| 1955  | Dust my blues / I was a fool                          |                                                                         | Flair 1074                                    |
| 1955  | I believe my time ain't long / I wish I was a catfish | Réédition sous un nom différent de Trumpet 146.                         | Ace 508                                       |
| 1955  | Blues before sunrise / Goodbye Baby                   |                                                                         | Flair 1079                                    |
| 1956  | Wild about you / Long tall woman                      |                                                                         | Modern 983                                    |
| 1957  | Coming home / The 12 year old boy                     |                                                                         | Chief 7001 Vee-Jay 249                        |
| 1957  | It hurts me too / Elmore's contribution to jazz       |                                                                         | Chief 7004 Vee-Jay 259                        |
| 1957  | Cry for me Baby / Take me where you go                |                                                                         | Chief 7006 Vee-Jay 269 USA 815 S&M 101        |
| 1959  | Bobby's rock / Make my dreams come true               | Réédition de la face B de Flair 1031.                                   | Fire 1011                                     |
| 1960  | Dust my blues / Happy home                            | Réédition de la face A de Flair 1074 couplée à la face A de Flair 1069. | Kent 331 Kent 394 (1963) Sue UK WI–335 (1963) |
| 1960  | The sky is crying / Held my baby last night           |                                                                         | Fire 1016                                     |
| 1960  | I can't hold out / The sun is shining                 |                                                                         | Chess 1756                                    |
| 1960  | Rollin' and tumblin' / I'm worried                    |                                                                         | Fire 1024                                     |
| 1960  | Knocking at your door / Calling all blues             | Earl Hooker interprète la face B sans Elmore James.                     | Chief 7020 Sue UK WI-392                      |
| 1960  | Done somebody wrong / Fine little Mama                |                                                                         | Fire 1031                                     |
| 1961  | Shake your moneymaker / Look on yonder wall           |                                                                         | Fire 504 Enjoy 2022                           |
| 1962  | Stranger blues / Anna Lee                             |                                                                         | Fire 1503 Bell 719                            |

### Hommages
- 2003 : Blue Steel (album-hommage de reprises d'Elmore James par John Primer)